# Франц Јозеф Штраус
Франц Јозеф Штраус (Минхен,  6. септембар 1915 — Регензбург, 3. октобар 1988) био је немачки конзервативни политичар и председник Слободне државе Баварске.
Штраус је 27 година био председник Хришћанско-социјалне уније Баварске и снажно је утицао на економски развој Баварске.

## Нацистичка Немачка
У Другом светском рату служио је у Вермахту и на западном и источном фронту. Док је био на одсуству, положио је немачке државне испите како би постао наставник. Пошто је на источном фронту патио од озбиљне промрзлине почетком 1943. године, он је прешао на позицију едукатора трупа у артиљеријској школи против авиона у ваздухопловној бази у близини Шонгауа. На крају рата имао је чин поручника.

## Lockheed афера подмићивања
Бивши лобиста Локида Ернест Хаусер признао је током саслушања пред америчким сенатом истражитељима да су Западно Немачки министар одбране Франц Јозеф Штраус и његова странка примили најмање 10 милиона долара да омогуће куповину 900 F-104G Starfighters-а из 1961. године.